# Districte de Forbach-Boulay-Moselle
El districte de Forbach-Boulay-Moselle (francès arrondissement de Forbach-Boulay-Moselle) és una divisió administrativa francesa del departament del Mosel·la, a la regió del Gran Est, resulta de la fusió dels antics districtes de Forbach i de Boulay-Moselle l'1 de gener de 2015. El cap és la prefectura de Forbach.